# Mimela splendens
Mimela splendens är en skalbaggsart som beskrevs av Leonard Gyllenhaal 1817. Mimela splendens ingår i släktet Mimela och familjen Rutelidae. Inga underarter finns listade i Catalogue of Life.

## Bildgalleri

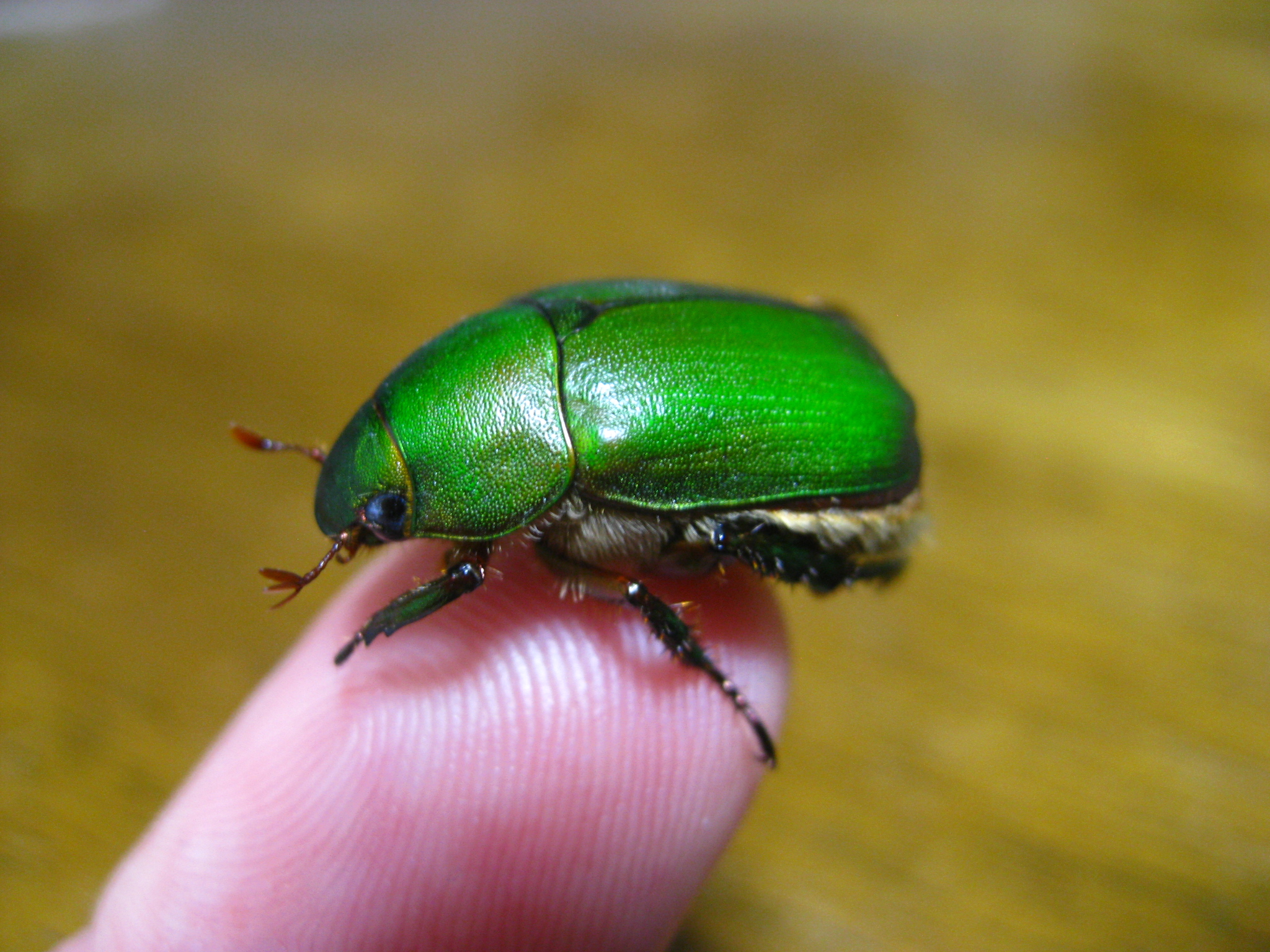